# Духовный Регламент 1721 года

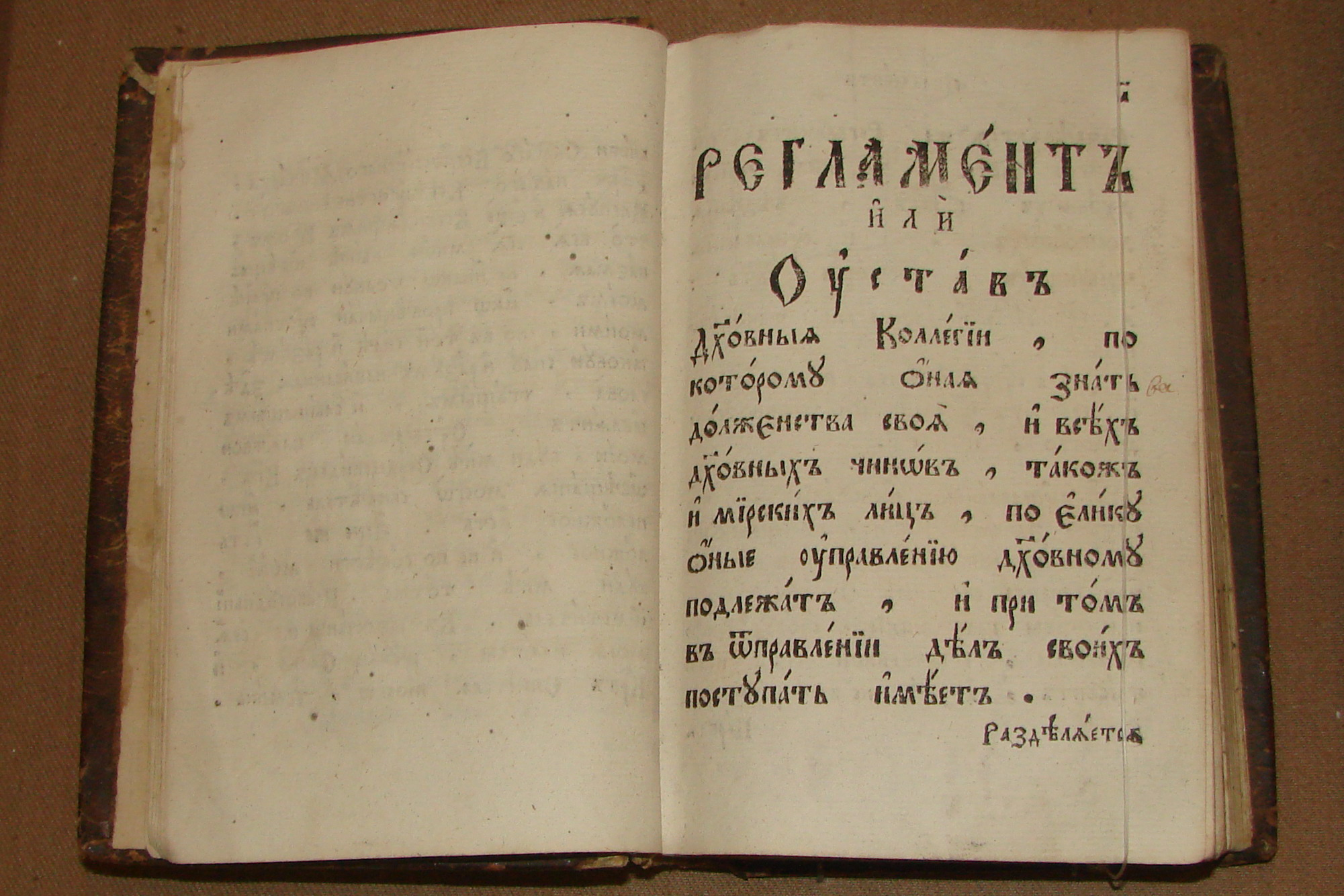
«Регламент духовный» 1721 года

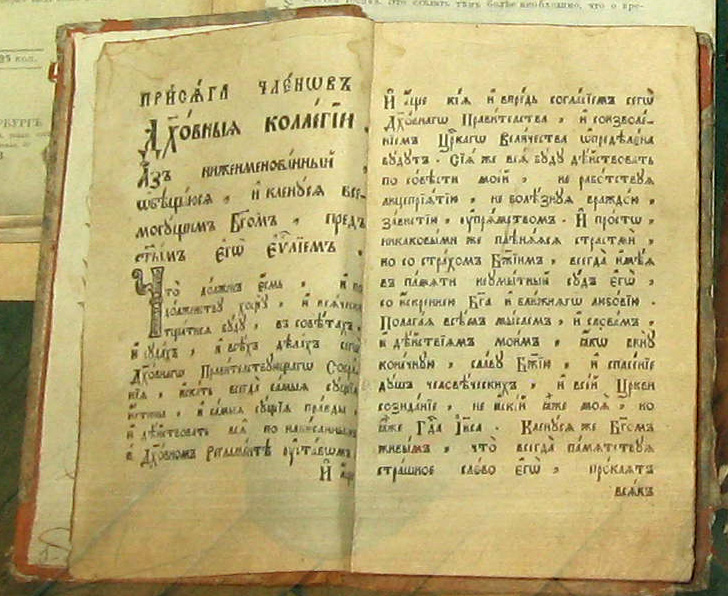
«Регламент духовный» (Москва, 1776)

Духо́вный Регла́мент 1721 года (полное название: Регламент, или Устав духовной коллегии) — закон, изданный в форме манифеста Петром I, определявший правовое положение Православной Церкви в Российской империи. Этим регламентом соборная и патриаршая власть в России была фактически упразднена; вместо патриарха был создан совещательный орган управления Церковью при полном его подчинении власти монарха.
«„Регламент“ был общим делом Феофана Прокоповича и самого Петра. В Феофане Петр нашёл понятливого исполнителя и истолкователя своих пожеланий и мыслей, не только услужливого, но и угодливого. Феофан умел угадывать и договаривать не только недосказанное, но и недодуманное Петром. И умел не только досказывать, но и подсказывать».

## История разработки и издания
В октябре 1718 Пётр указал Феофану (Прокоповичу) написать проект для Духовной коллегии — «Духовный регламент».
К февралю 1720 проект «Духовного регламента» был подготовлен; 23 февраля Пётр послал Указ обер-секретарю Сената, чтобы Сенат и архиереи выслушали проект и высказали своё мнение: «чтоб ремарки поставили и на каждой ремарке экспликацию вины дела».
Сенат издал Указ от 9 марта 1720 года «О собирании подписей епископов и архимандритов Московской губернии под текстом Регламента Духовной Коллегии». Текст Регламента с посыльными рассылался архиереям и архимандритам монастырей.
Проект был принят 25 января 1721 года с несколькими дополнениями. В числе подписавших проект было 6 епископов и 3 архимандрита. Через семь месяцев были собраны подписи 19-ти епископов, 48-ми архимандритов, 15 игуменов и 5 иеромонахов. Возражений и поправок к регламенту не наблюдалось.

## Основные положения Регламента
Важнейшей реформой, вводившейся в церковное управление Регламентом, было упразднение патриаршества и учреждение вместо него Святейшего Правительствующего Синода («Духовной коллегии»). Был определён состав Синода:
- президент;
- два вице-президента;
- четыре советника
- четыре асессора (в число их входили представители чёрного и белого духовенства).

Представителем императора в Синоде был обер-прокурор. Состав Синода был аналогичен с составом светских коллегий. Лица, состоявшие при Синоде, были таковы же, как и при коллегиях, от которых и была взята его внешняя организация. При Синоде было и целое ведомство фискалов.
Духовный Регламент предписывал епархиальным архиереям создавать при архиерейских домах училища для детей (мужского пола) духовенства; впервые в Московской Руси создавалась система школ. Данное нововведение имело целью удаление из среды духовенства лиц, поступающих туда не по призванию, а по расчёту. Перед поступлением в школу кандидату необходимо было выдержать экзамен, касающийся не только знаний, но и духовных качеств будущего пастыря. Священник, по мнению Феофана Прокоповича, не должен быть ни мистиком, ни фанатиком. Следовало удостовериться, не имеет ли он «видений» или «смущающих снов». Особой проверке подлежали домашние духовники, «обычные орудия», — говорит Регламент, — «темных интриг, создатели незаконных браков». Что касается священнослужителей церквей, «содержимых вдовами», то этот институт уничтожался.
Институализировалась духовная цензура.
Упразднялись места чудесных явлений, не признанных таковыми Синодом.
Мужчинам запрещалось поступать в монастырь до тридцатилетнего возраста; монахам вменялось в обязанность исповедоваться и причащаться по крайней мере четыре раза в год; во всех монастырях вводится обязательный труд, а монахам запрещается посещать женские монастыри и даже частные дома. Монахиням, с другой стороны, запрещается давать окончательные обеты до пятидесятилетнего возраста, и послушничество, продолжавшееся до тех пор, не может служить препятствием для вступления в брак.

## Значение и оценка
По форме и по изложению «Регламент» всего менее регламент. Это «рассуждение», а не уложение. И в этом именно его исторический смысл и сила. Это скорее объяснительная записка к закону, нежели сам закон. Но для Петровской эпохи вообще характерно, что под образом законов публиковались идеологические программы. «Регламент» есть в сущности политический памфлет. В нём обличений и критики больше, чем прямых и положительных постановлений. Это больше, чем закон. Это манифест и декларация новой жизни. И с намерением под таким памфлетом и почти сатирой отбирались и требовались подписи у духовных властей и чинов, — и при том в порядке служебной покорности и политической благонадежности. Это было требование признать и принять новую программу жизни, — признать новый порядок вещей и принять новое мировоззрение. Это было требование внутреннего перелома и приспособления…